# Bobby McDermott
Robert Frederick  McDermott (nacido el 7 de enero de 1914 en Queens, Nueva York y fallecido el 4 de octubre de 1963 en Yonkers, Nueva York) fue un jugador de baloncesto estadounidense. Con 1.80 metros de estatura, jugaba en la posición de escolta.

## Trayectoria

### Jugador
- Long Island Imps (1933-1935)
- Brooklyn Visitations (1935-1936)
- Original Celtics (1936-1939)
- Baltimore Clippers (1939-1941)
- Fort Wayne Pistons (1941-1946)
- Chicago Gears (1946-1947)
- Sheboygan Redskins (1947)
- Tri-Cities Blackhawks (1947-1949)
- Hammond Calumet Buccaneers (1949)
- Wilkes-Barre Barons (1949-1950)
- Grand Rapids Hornets (1950-1951)

### Entrenador
- Fort Wayne Pistons (1943-1946)
- Chicago Gears (1946-1947)
- Sheboygan Redskins (1947)
- Tri-Cities Blackhawks (1947-1949)
- Grand Rapids Hornets  (1950)